# Lijst van voetbalinterlands Chili - Rusland
Deze lijst van voetbalinterlands is een overzicht van alle officiële voetbalwedstrijden tussen de nationale teams van Chili en Rusland. De landen speelden tot op heden een keer tegen elkaar. Dat was een vriendschappelijke wedstrijd op 9 juni 2017 in Moskou.

## Wedstrijden
| № | Plaats | Datum       | Competitie        | Wedstrijd       | Uitslag |
| - | ------ | ----------- | ----------------- | --------------- | ------- |
| 1 | Moskou | 9 juni 2017 | Vriendschappelijk | Rusland – Chili | 1 – 1   |

## Samenvatting
| Competitie        | Totaal gespeeld | Winst Chili | Gelijk | Winst Rusland | Doelsaldo Chili – Rusland |
| ----------------- | --------------- | ----------- | ------ | ------------- | ------------------------- |
| Vriendschappelijk | 1               | 0           | 1      | 0             | 1 – 1                     |
| Totaal            | 1               | 0           | 1      | 0             | 1 – 1                     |

Wedstrijden bepaald door strafschoppen worden, in lijn met de FIFA, als een gelijkspel gerekend.

## Details

### Eerste ontmoeting
| Vriendschappelijk (Moskou, Rusland, 9 juni 2017): |            |                    |
| Rusland                                           | 1 – 1      | Chili              |
| Viktor Vasin 67'                                  | goals      | 56' Mauricio Isla  |
| Stanislav Tsjertsjesov                            | bondscoach | Juan Antonio Pizzi |